# Landen Roupp
Landen Brice Roupp (Rocky Mount, Carolina del Norte, 10 de septiembre de 1998), más conocido como Landen Roupp, es un jugador profesional estadounidense de béisbol que se desempeña en la posición de lanzador en San Francisco Giants, equipo de las Grandes Ligas de Béisbol (MLB).

## Carrera
En 2024, Roupp hizo su debut en la MLB con el equipo San Francisco Giants, donde lleva jugando una temporada.